# Dulce de membrillo

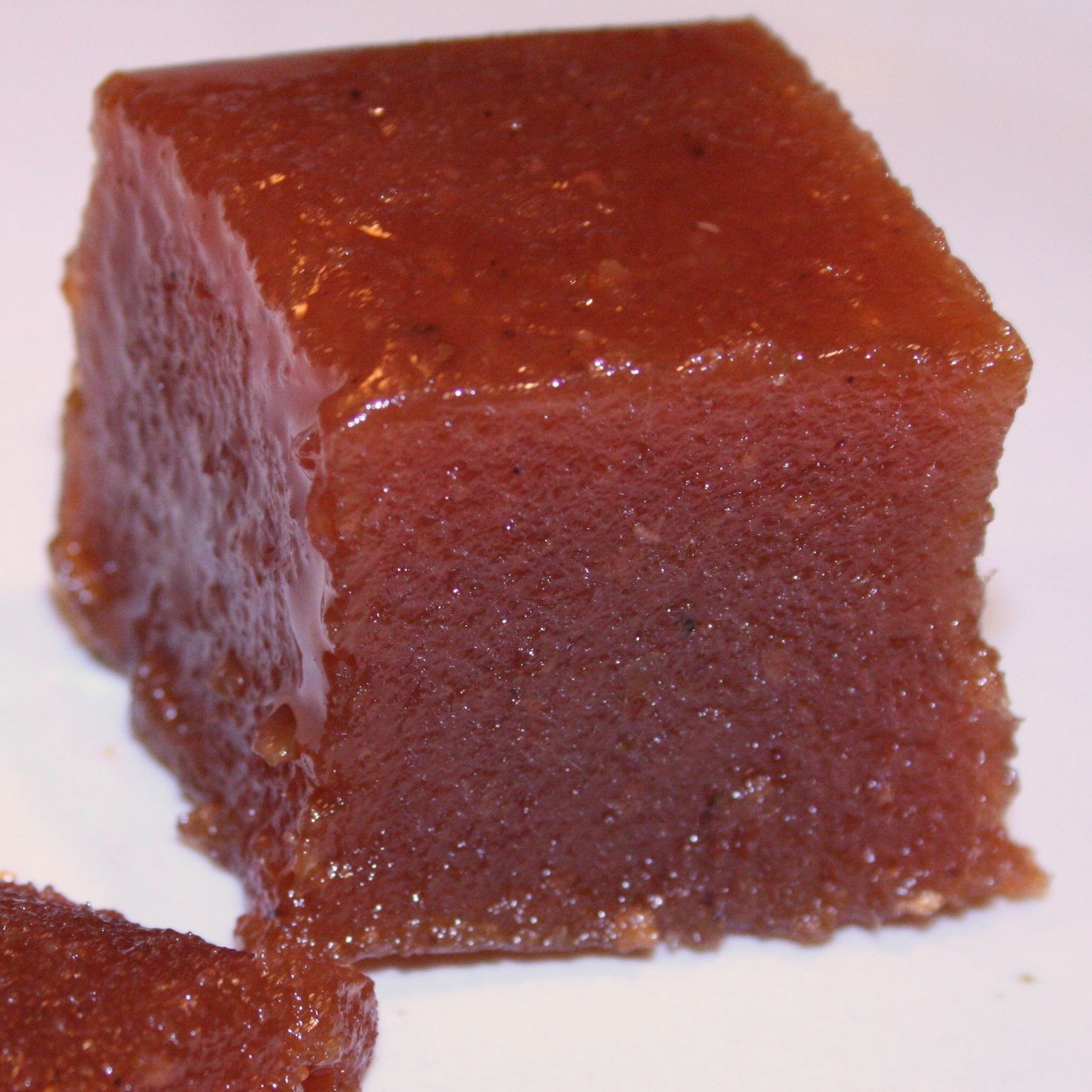

El dulce de membrillo, también llamado codoñate, membrillate, carne de membrillo, ate (en México) o machacado de membrillo (en Perú), es un dulce de molde preparado a partir de la fruta del membrillo. Es originario de España, donde se encuentran zonas de producción típicas como el máximo exportador de dulce de membrillo mundial, Puente Genil; de Italia y de Portugal.
Se emplea en la gastronomía hispanoamericana, principalmente argentina, chilena, costarricense, mexicana, peruana, puertorriqueña y uruguaya. Asimismo, en Italia se cultiva el membrillo y se prepara la cotognata en Abruzzo, Apulia, Calabria, Lombardía, Sicilia y Trentino. En Francia, Grecia y Turquía se elaboran variantes de dulce de membrillo. En Argentina, se produce un dulce de membrillo denominado dulce de membrillo rubio de San Juan que, por sus características, ha obtenido la calificación D.O.

## Historia
El árbol de membrillo es originario de Asia Menor y del Cáucaso. Griegos y romanos llevaron este fruto a la península ibérica, lo comían cocido y endulzado con miel. Los romanos lo utilizaban también para elaborar un licor con orujo, vino tinto y membrillo. El dulce se prepara simplemente cociendo pulpa de membrillo con igual cantidad de azúcar, obteniendo un bloque de dulce que puede ser cortado para acompañar o rellenar distintas preparaciones culinarias. El dulce se popularizó en el siglo XII gracias a su abundante uso en la cocina sefardí. Entre los historiadores, se ha sostenido que este dulce favoreció la colonización española en América debido al alto contenido de vitamina C en la fruta, lo cual previene el escorbuto, pero esta afirmación ha demostrado ser falsa, debido a que la necesaria y prolongada ebullición en la preparación del dulce destruye esta vitamina, y su contenido resultante es prácticamente nulo. A pesar de esto, es imposible negar que (de manera similar a la mazamorra), ha servido de alimento y fuente de calorías durante los largos meses de navegación intercontinental.

## Descripción
El procedimiento usual para su elaboración consiste en tomar los frutos de membrillo y cocerlos troceados. Luego se procesa hasta obtener una pasta suave. Se coloca la pasta de membrillo y azúcar refinada en un recipiente y se cuece. El resultado se vuelca en un molde a fin de obtener una barra semisólida cuando se enfría.
Similar a la goiabada (o guayabada) de Brasil, y el bocadillo de guayaba típico de Colombia y Venezuela.

## Usos

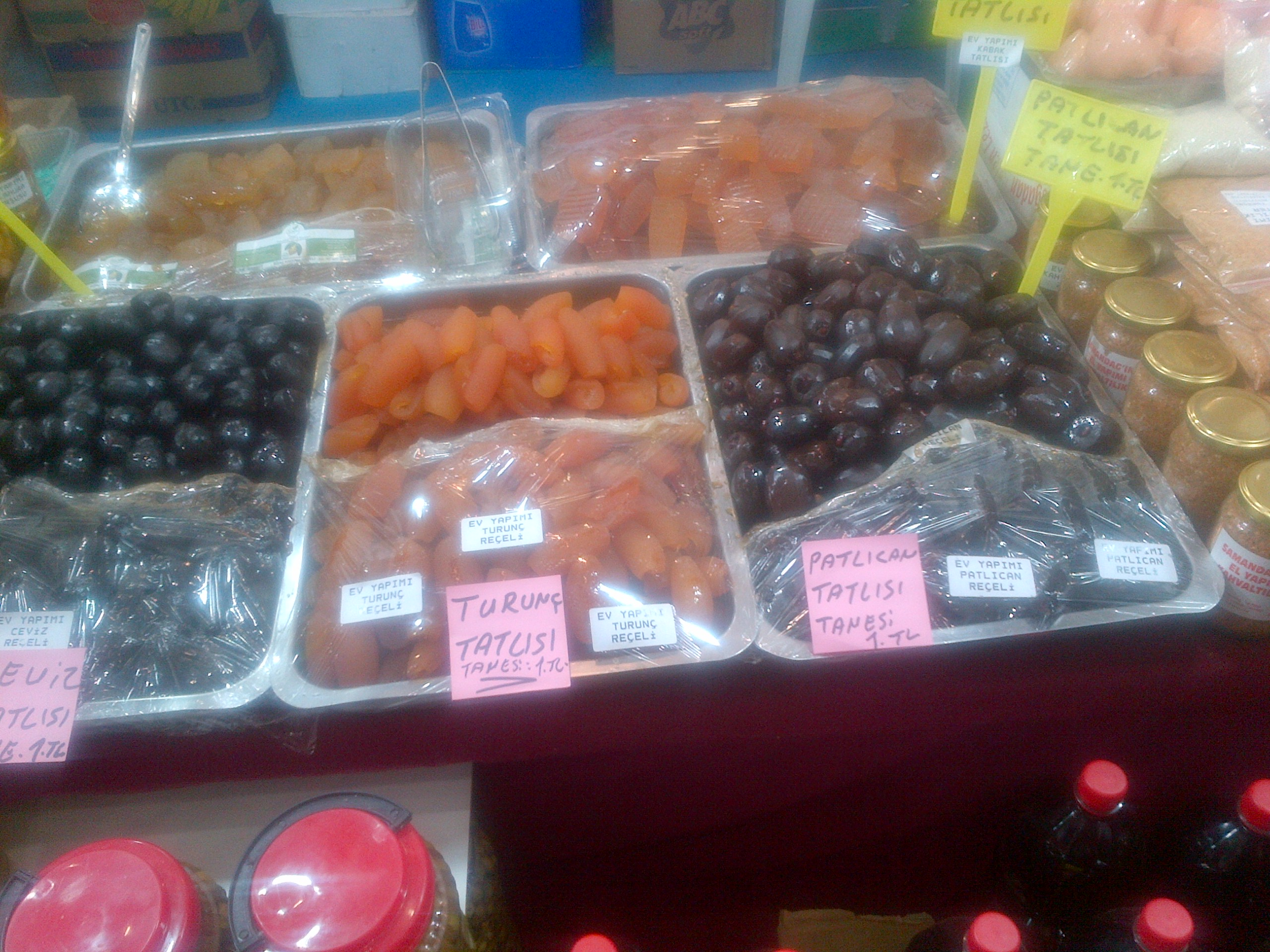
Dulce de membrillo turco (atrás a la izquierda) junto con otros dulces de frutas y verduras de la cocina turca (como las manecillas del reloj): dulce de calabaza, dulce de berenjena, dulce de naranja amarga y dulce de nuez (verde).

Se puede emplear en diferentes dulces, tales como las galletas, como ingrediente de algunas tartas o también como maridaje en un plato con queso (véase postre vigilante).
En las gastronomías argentina, costarricense y uruguaya, se lo asocia a las facturas, tosteles o bizcochos, ya que es común que muchas de ellas estén rellenas o cubiertas por este dulce, y con las pastafrolas. En la cocina chilena, es un dulce de consumo habitual; se utiliza como agregado en el pan, en diferentes recetas de repostería o simplemente se consume en forma natural. En las gastronomías puertorriqueña y  española del norte, se sirve a menudo con las tapas de queso. En las cocinas mexicana, costarricense y cubana, también se sirve junto con un trozo de queso. Además, este dulce es típico en las ciudades peruanas de Lambayeque, Paracas y Zaña.